# Матчи сборной Дании по футболу 1956
Товарищеский матч
| СССР                                                           | 5:1 (2:0) отчёт | Дания        |
| В. Иванов 10′ · Сальников 16′, 84′ · Стрельцов 51′ · Ильин 59′ | Голы            | Лундберг 75′ |

| | Составы | | |
| Разинский, Н. Тищенко, Башашкин, Огоньков, Маслёнкин, Нетто (к), Татушин, Вал. Иванов, Стрельцов, Сальников, А. Ильин. |         | Хенриксен, Кёппен, В. Нильсен, Теркельсен, Брёггер, Олесен, Й. Хансен, Э.-П. Йенсен, О. Андерсен, Лундберг (к), П. Педерсен. | Хенриксен, Кёппен, В. Нильсен, Теркельсен, Брёггер, Олесен, Й. Хансен, Э.-П. Йенсен, О. Андерсен, Лундберг (к), П. Педерсен. |

Североевропейский чемпионат
| Дания                              | 2:3 (0:2) отчёт | Норвегия                               |
| Лундберг 61′ (пен.) · Педерсен 81′ | Голы            | Брёггер 3′ (авт.) · Санденген 10′, 64′ |

| | Составы |
| Хенриксен, Брёггер, Кёппен, Нильсен, Ольсен, Теркельсен, Андерсен, Хансен, Лундберг (к), Педерсен, Торстенсен. |         |

Товарищеский матч
| Дания                     | 2:5 (1:1) отчёт | СССР                                          |
| Андерсен 21′ · Йенсен 87′ | Голы            | Ильин 32′, 64′, 73′ · Исаев 57′ · Татушин 71′ |

| | Составы | | |
| Хенриксен, Е.-Л. Ларсен, В. Нильсен, Кристенсен, Брёггер, Олесен, Й. Хансен, Лундберг (к), О. Андерсен, А.-Р. Йенсен, П. Педерсен. |         | Яшин, Огоньков, Башашкин, Б. Кузнецов, Парамонов, Нетто (к), Татушин, Исаев, Симонян (Мозер, 46), Вал. Иванов, А. Ильин. | Яшин, Огоньков, Башашкин, Б. Кузнецов, Парамонов, Нетто (к), Татушин, Исаев, Симонян (Мозер, 46), Вал. Иванов, А. Ильин. |

Североевропейский чемпионат
| Финляндия | 0:4 (0:3) отчёт | Дания                                            |
|           | Голы            | Педерсен 31′ · Й. Хансен 39′ · Андерсен 44′, 87′ |

| | Составы | | |
| Хурри, Хагстрём (Лилья 6'), Соммарберг, Линтамо, Лехтинен (к), Хаккарайне, Воутилайнен, Пахлман, Сунделин, Лахтинен, Форсгрен. |         | Петерсен, У. Хансен, Ларсен, Нильсен, Э. Йенсен, Олесен, Андерсен, Й. Хансен, О. Р. Йенсен, Лундберг (к), Педерсен. | Петерсен, У. Хансен, Ларсен, Нильсен, Э. Йенсен, Олесен, Андерсен, Й. Хансен, О. Р. Йенсен, Лундберг (к), Педерсен. |

Квалификация к Чемпионату мира 1958
| Ирландия              | 2:1 (2:0) отчёт | Дания            |
| Кёртис 27′ · Гави 45′ | Голы            | О. Р. Йенсен 85′ |

|  | Составы | |
|  |         | Йоргенсен, У. Хансен, Ларсен, В. Нильсен, Э. Йенсен, Олесен, Андерсен, Й. Хансен, О. Р. Йенсен, Лундберг (к), У. Б. Нильсен. |

Североевропейский чемпионат
| Швеция       | 1:1 (0:1) отчёт | Дания            |
| Тиллберг 81′ | Голы            | Й. П. Хансен 28′ |

|  | Составы | |
|  |         | Йоргенсен, У. Хансен, Ларсен, Нильсен, Э. Йенсен, Олесен, Андерсен, Й. П. Хансен, Й. Хансен, Лундберг (к), У. Б. Нильсен. |

Товарищеский матч
| Дания                            | 2:2 (0:1) отчёт | Нидерланды     |
| Олесен 54′ · Лундберг 61′ (пен.) | Голы            | Аппел 15′, 76′ |

| | Составы | | |
| Йоргенсен, У. Хансен, Ларсен, Нильсен, Э. Йенсен, Олесен, Й. П. Хансен, Й. Хансен, Лундберг (к), Б. Педерсен, П. Педерсен. |         | Ландман, Вирсма (к), Кёйс, Нотерманс, ван дер Харт, Классенс, Босселар, Вогес, Аппел, Ленстра, Мулейн. | Ландман, Вирсма (к), Кёйс, Нотерманс, ван дер Харт, Классенс, Босселар, Вогес, Аппел, Ленстра, Мулейн. |

Квалификация к Чемпионату мира 1958
| Англия                                 | 5:2 (2:1) отчёт | Дания                  |
| Тейлор 2′, 22′, 53′ · Эдвардс 66′, 77′ | Голы            | У. Б. Нильсен 27′, 64′ |

|  | Составы | |
|  |         | Дренсгор, У. Хансен, Ларсен, В. Нильсен, Ф. Нильсен, Олесен, Й. П. Хансен, Й. Хансен, О. Р. Йенсен (к), У. Б. Нильсен, Педерсен. |